# Кабіна
Ка́біна (ест. Kabina küla) — село в Естонії, у волості Луунья повіту Тартумаа.

## Населення
Чисельність населення на 31 грудня 2011 року становила 240 осіб.